# Тітово (селище, Пачелмський район)
Тіто́во (рос. Титово) — селище у складі Пачелмського району Пензенської області, Росія.
Населення — 1308 осіб (2010; 1406 у 2002).
Національний склад станом на 2002 рік:
- росіяни — 82 %